# بيلباو (محطة مترو أنفاق مدريد)
بيلباو (بالإسبانية: Bilbao)‏ هي محطة مترو أنفاق في مدريد في إسبانيا، تقع على الخط رقم 1,4.